# Trapelus
Trapelus – rodzaj jaszczurek z podrodziny Agaminae w obrębie rodziny (Agamidae).

## Zasięg występowania
Rodzaj obejmuje gatunki występujące w Afryce (Egipt, Libia, Tunezja, Algieria, Maroko, Sahara Zachodnia, Mauretania, Mali, Czad, Sudan i Dżibuti) i Azji (Rosja, Azerbejdżan, Turcja, Syria, Liban, Izrael, Jordania, Arabia Saudyjska, Jemen, Oman, Zjednoczone Emiraty Arabskie, Bahrajn, Katar, Kuwejt, Irak, Iran, Turkmenistan, Uzbekistan, Kazachstan, Chińska Republika Ludowa, Kirgistan, Tadżykistan, Afganistan, Pakistan i Indie).

## Systematyka

### Etymologia
- Trapelus: gr. τραπελoς trapelos „zmienny”[7].
- Planodes: gr. πλανωδης planōdēs „wędrujący”, od πλαναω planaō „wędrować”[8]. Gatunek typowy: Agama agilis Olivier, 1804; młodszy homonim Planodes Newman, 1842 (Coleoptera).
- Trapeloidis: rodzaj Trapelus Cuvier, 1817; -οιδης -oidēs „przypominający”[9]. Gatunek typowy: Lacerta sanguinolenta Pallas, 1814.
- Eremioplanis: gr. ερημια erēmia „pustynia”[10]; πλανος planos „wędrujący”, od πλαναω planaō „wędrować”[8]. Gatunek typowy: Trapelus aegyptius Cuvier, 1829 (= Agama mutabilis Merrem, 1820).

### Podział systematyczny
Do rodzaju należą następujące gatunki:
- Trapelus agilis (Olivier, 1807)
- Trapelus agnetae (Werner, 1929)
- Trapelus boehmei Wagner, Melville, Wilms & Schmitz, 2011
- Trapelus flavimaculatus Rüppell, 1835
- Trapelus megalonyx Günther, 1864
- Trapelus mutabilis (Merrem, 1820) – agama pustynna
- Trapelus persicus (Blanford, 1881) – agama perska[11]
- Trapelus rubrigularis Blanford, 1875
- Trapelus ruderatus (Olivier, 1804) – agama ruinowa[12]
- Trapelus sanguinolentus (Pallas, 1814) – agama stepowa[12]
- Trapelus savignii (Duméril & Bibron, 1837)
- Trapelus schmitzi Wagner & Böhme, 2006
- Trapelus tournevillei (Lataste, 1880)